# Чиндяйкин, Николай Дмитриевич
Никола́й Дми́триевич Чиндяйкин (род. 8 марта 1947, Чёрное, Уренский район Горьковской области, СССР) — советский и российский актёр театра и кино, театральный режиссёр и педагог, телеведущий; заслуженный артист РСФСР (1985), народный артист РФ (2013).

## Биография
Николай Дмитриевич Чиндяйкин родился 8 марта 1947 года в селе Чёрное Уренского района Горьковской области.
В 1959 году семья актёра переехала на Украину, в город Ворошиловск. Отсюда в 1964 году уезжает и поступает в Ростовское училище искусств.
После окончания в 1968 году училища работал в Ростовском ТЮЗе и Омском театре драмы. Затем после окончания в 1987 году режиссёрского факультета ГИТИСа начинает работу режиссёром, актёром и педагогом в «Школе драматического искусства» Анатолия Васильева.
С 1989 года начинает сниматься в кино и в телесериалах.
В 1987 году был удостоен приза журнала «Театральная жизнь» за лучшую постановку сезона, а в 1997 году удостоен Национальной театральной премии «Золотая Маска».
С 1996 года преподаёт в Российской академии театрального искусства.
C 2008 года — актёр МХТ им. Чехова. В качестве приглашённого артиста играет в спектаклях Театра на Таганке. 
С 20 августа 2018 года — ведущий программы «Скрытые угрозы» на телеканале «Звезда».

## Работы в театре
Омский академический театр драмы (1973—1987)
- «Антоний и Клеопатра» (пьеса У. Шекспира)
- «Моя любовь на третьем курсе» (пьеса М. Шатрова)
- «Похожий на льва» (пьеса Р. Ибрагимбекова)
- «Четыре капли» (пьеса В. Розова)
- «Лошадь Пржевальского» (пьеса М. Шатрова)
- «Ночью без звёзд» (пьеса А. Штейна)
- «Всего три дня» (Н. Анкилова)
- «Преступление и наказание» (Ф. Достоевского)
- «Орфей спускается в ад» (Т. Уильямса)
- «Смерть Иоанна Грозного» (А. Толстого)
- «Любовь под вязами» (пьеса Ю. О’Нила)
- «Прощание в июне» (пьеса А.Вампилова);
- «Двое на качелях» (пьеса У. Гибсона)
- «Закон вечности» (Н. Думбадзе)
- «Вкус черешни» (А. Осецки)
- «Последний срок» (В. Распутина)
- «Нашествие» (Л. Леонова)
- «Бесприданница» (пьеса А. Н. Островского)
- «Наедине со всеми» (пьеса А. Гельмана)
- «Царская охота» (пьеса Л. Зорина)
- «Прошлым летом в Чулимске» А. Вампилова
- «Царь Борис» (пьеса А. Толстого)
- «Привидения» (пьеса Г. Ибсена)
- «Солёная Падь» (пьеса С. Залыгина)
- «Добежать, отдышаться…» (пьеса Е.Чебалина)
- «Варлаам сын Захария» (пьеса Гаручава И., Хотяновского П.)
- «Мещане» (пьеса М. Горького)
- «Смотрите, кто пришел» (В. Арро)
- «Рядовые» (пьеса А. Дударева)
- «Проводим эксперимент» В. Черных и М. Захарова

Ростовский Академический Молодёжный Театр (бывший Ростовский ТЮЗ) (1968—1973)
- «Город на заре» по пьесе А. Арбузова
- «Эй ты, здравствуй» пьеса Г. Мамлина
- «Два товарища» по пьесе Войновича
- «Собака на сене» по пьесе Лопе Де Вега
- «А зори здесь тихие» по пьесе Б. Васильева
- «Апрель» по пьесе В. Осипова
- «Старший сын» А. Вампилова
- «Вишнёвый сад»

## Фильмография
- 1990 — Морской волк — Томас Магридж, кок
- 1992 — Маленький гигант большого секса — офицер
- 1992 — По прямой
- 1992 — Увидеть Париж и умереть — отец Люды
- 1994 — Немой свидетель — Владимир Пекарь, майор милиции
- 1995 — Дом — Асланбек Алишерович Рахметов, управдом
- 1995 — Музыка для декабря — Самойлов
- 1997 — Вино из одуванчиков — пьяный смотритель аттракционов
- 1997 — Мама, не горюй — Алексей Иванович, майор (роль озвучивал Александр Ильин)
- 1998 — День полнолуния — Слава
- 1998 — Кто, если не мы — начальник колонии
- 1998 — Незнакомое оружие, или Крестоносец 2 — прокурор
- 1999 — Женщин обижать не рекомендуется — Михаил, адвокат
- 1999 — Мама — главврач
- 1999 — 2000 — Каменская — Эдуард Петрович Денисов, криминальный авторитет («Игра на чужом поле», «Убийца поневоле»)
- 2000 — Империя под ударом — Пётр Иванович Рачковский, вице-директор Департамента полиции
- 2000 — Маросейка, 12 («Ставок больше нет») — Григорий
- 2000 — Марш Турецкого (первый сезон) («Опасное хобби») — Виталий Александрович Бай
- 2000 — Москва — Слива
- 2000 — Нежный возраст — психоневролог
- 2000 — 2001 — Чёрная комната (киноальманах) — Николай Иванович, банкир (новелла «Бусидо»)
- 2000 — 2001 — Дальнобойщики (11-я серия «Побег») — Пиганов «Падре», криминальный авторитет
- 2001 — Клетка — Лукин
- 2001 — Львиная доля — Емельяныч, полковник ФСБ
- 2001 — Московские окна — Юрий Терехов
- 2001 — Под Полярной звездой — Стрижов
- 2001 — Я — кукла — начальник лагеря
- 2001 — 2002 — Мужская работа — Аль-Саид (аллюзия на Бен Ладена)
- 2002 — В движении — Митягин
- 2002 — Антикиллер — Ларченков
- 2002 — Дневник камикадзе — Максим Кривошеин
- 2002 — Каменская 2 — Эдуард Петрович Денисов, криминальный авторитет («За всё надо платить»)
- 2002 — Следствие ведут ЗнаТоКи. Пуд золота — Никита Авдеевич, бывший адвокат, глава преступной группы.
- 2002 — Смотрящий вниз — Матвей Семёнович
- 2002 — Театральный роман — Рудольфи
- 2003 — Как бы не так — Стариков
- 2003 — Невеста по почте (Италия-США-РФ) — дядя Петя
- 2003 — Лучший город Земли — Юрий Терехов
- 2003 — Линии судьбы — Богданов
- 2004 — 2005 — Парни из стали — Борис Рогов
- 2004 — Дети Арбата — Лаврентий Берия
- 2004 — Парни из стали — Рог, тренер секции по боксу, глава криминальной ОПГ.
- 2004 — Диверсант — генерал-лейтенант Воронков
- 2004 — Кавалеры Морской Звезды — Кузьмин
- 2004 — Женщины в игре без правил — Борис Кулачёв
- 2004 — Молоды и счастливы — отец Анны
- 2004 — МУР есть МУР — Иван Васильевич, комиссар МУРа
- 2004 — Мы умрём вместе — папа Димы
- 2004 — На безымянной высоте (Россия, Беларусь) — Егоров
- 2004 — Парижская любовь Кости Гуманкова — торгонавт
- 2004 — Русское лекарство — Аркадий Константинович
- 2005 — 2007 — Александровский сад — Варфоломеев
- 2005 — Бандитский Петербург. Фильм 7. «Передел» — Панкратов
- 2005 — Мама не горюй 2 — майор Алексей Иванович
- 2005 — Охотники за иконами —отец Никодим
- 2005 — Принцесса и нищий — Лев Александрович, генерал-лейтенант
- 2005 — Талисман любви — Гавриил Уваров
- 2005 — Умножающий печаль — Сафонов
- 2006 — Викинг — контр-адмирал Иван Митрофанович Куницын
- 2006 — Многоточие — Никодим Сергеевич, доктор
- 2006 — Оранжевое небо (укр. Помаранчеве небо, Украина) — Задуха-старший
- 2006 — Русское средство — Михалыч
- 2006 — Цветы для Снежной королевы
- 2007 — Ералаш (выпуск № 214, сюжет «Двойка»)[3] — Иван Сергеевич, директор школы
- 2007 — Артисты — Геннадий Дмитриевич
- 2007 — День гнева — Кривцов
- 2007 — Консервы
- 2007 — Платина — Якут (Владимир Борисович Ященко) «вор в законе»
- 2007 — Последняя репродукция — Лобник, профессор оптической физики
- 2007 — Сестрёнка — Альберт Боровский
- 2007 — Слуга государев — хозяин постоялого двора
- 2007 — Срочно в номер — Бурыгин (фильм «Игры без правил»)
- 2007 — Чаклун и Румба (Беларусь) — хирург Николай Дмитриевич
- 2008 — Главная улика (Россия, Украина) — Аркадий Ростовчин
- 2008 — Знахарь — полковник Согришин
- 2008 — Осенний детектив — Сан Саныч Кабаков
- 2008 — Стритрейсеры — Степанченко
- 2008 — Судебная колонка — Владимир Бондарев («Взрослые игры»)
- 2008 — Час Волкова 2 — Пётр Антонович Волков
- 2009 — Одна семья — Юрий Владимирович Скворцов, полковник ФСБ
- 2009 — Савва — Савва Мамонтов
- 2009 — Час Волкова 3 — Пётр Антонович Волков
- 2010 — Энигма — судмедэксперт
- 2010 — Час Волкова 4 — Пётр Антонович Волков
- 2011 — Час Волкова 5 — Пётр Антонович Волков
- 2012 — ППС 2 — Бугров, начальник РУВД, полковник
- 2013 — 2017 — Нюхач — генерал Бондарев, начальник СБР
- 2013 — Чудо — Борис Александрович (новелла «Голоса»)
- 2014 — Год в Тоскане — Николай Александрович Фарбей, отец Глеба, Марины и Ани, олигарх
- 2014 — На рубеже. Ответный удар — Григорий Васильевич Шихтин, военный прокурор
- 2014 — Хорошие руки — Борис Владимирович Захаров, прокурор
- 2018 — Моя жизнь — футбольный тренер
- 2021 — Серебряный волк — Сергей Дмитриевич Ильин, генерал ФСБ

## Книги
- Не уймусь, не свихнусь, не оглохну. ISBN 978-5-94663-164-8

## Награды
- Приз журнала «Театральная жизнь»
- Национальная театральная премии «Золотая маска»

## Личная жизнь
Первая жена (1962—1967) — Наталья, с которой познакомился в Ростовском театральном училище, они вместе работали в местном ТЮЗе. У них дочь Анастасия.
Вторая жена — Татьяна Анатольевна Ожигова народная артистка РСФСР. Умерла в 1989 году от онкологической болезни. Впоследствии он издал книгу о Татьяне Ожиговой.
Третья жена — Раса фон Торнау (род. 1959) — актриса, режиссёр и педагог; член Союза театральных деятелей РФ. Баронесса из рода Торнау, известного с XII века, дочь Юргиса Торнау, заслуженного деятеля культуры.

## Санкции
В октябре 2022 года был внесён в санкционные списки Канады за «причастность в распространении российской дезинформации и пропаганды».
15 января 2023 года был внесён в санкционный список Украины.